# Звейндрехт (Нідерланди)
Звейндрехт (нід. Zwijndrecht, нід. вимова: [ˈzʋɛindrɛxt] ( прослухати)) — місто в Нідерландах, у провінції Південна Голландія. Має статус окремого муніципалітету, до складу якого також входять сусідні села Гер'янсдам та Клейне-Ліндт.

## Визначні уродженці
- Міхел Валке (нар. 1959) — нідерландський футболіст
- Мартен де Рон (нар. 1991) — нідерландський футболіст

## Галерея

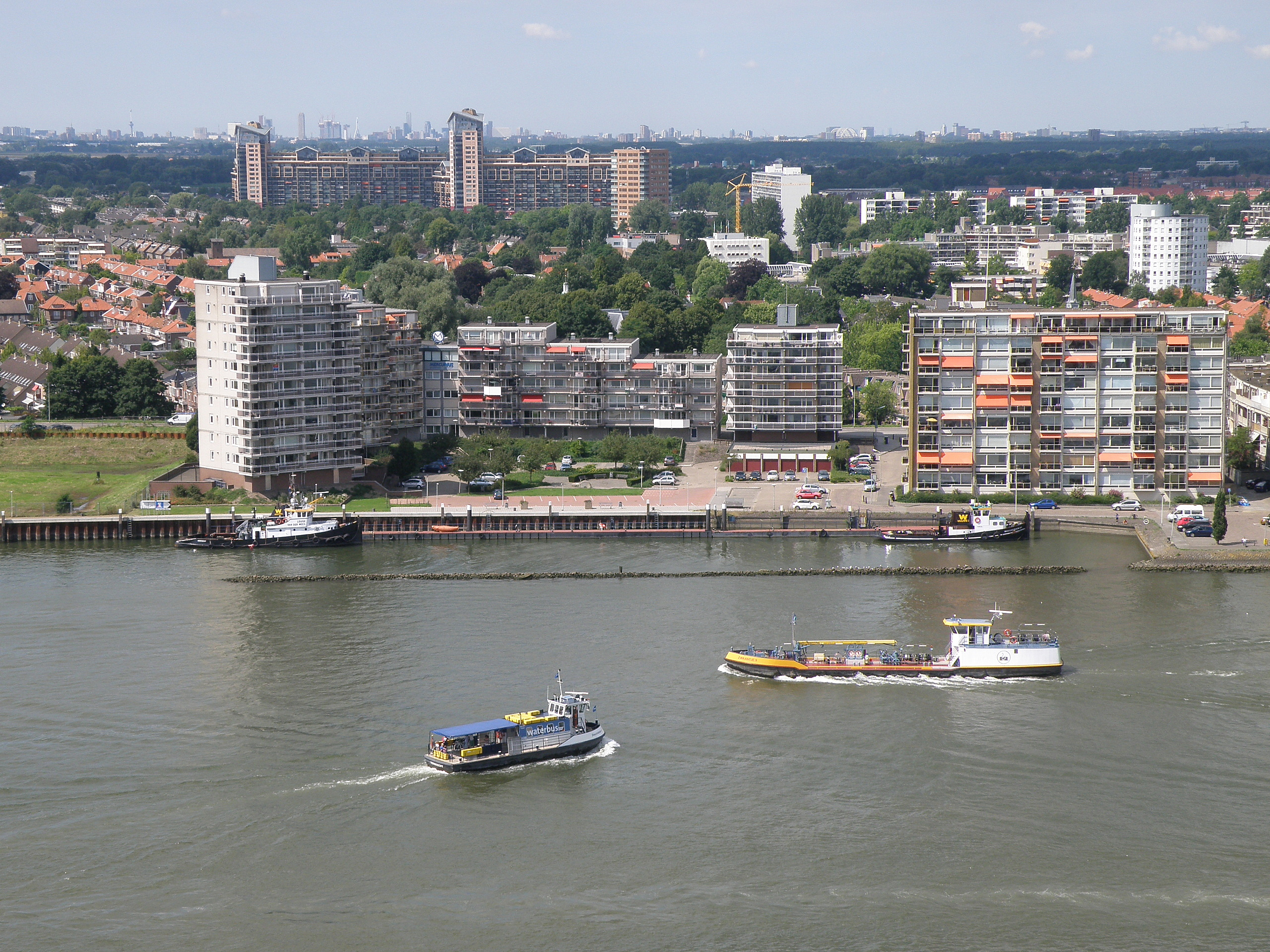
Міська панорама
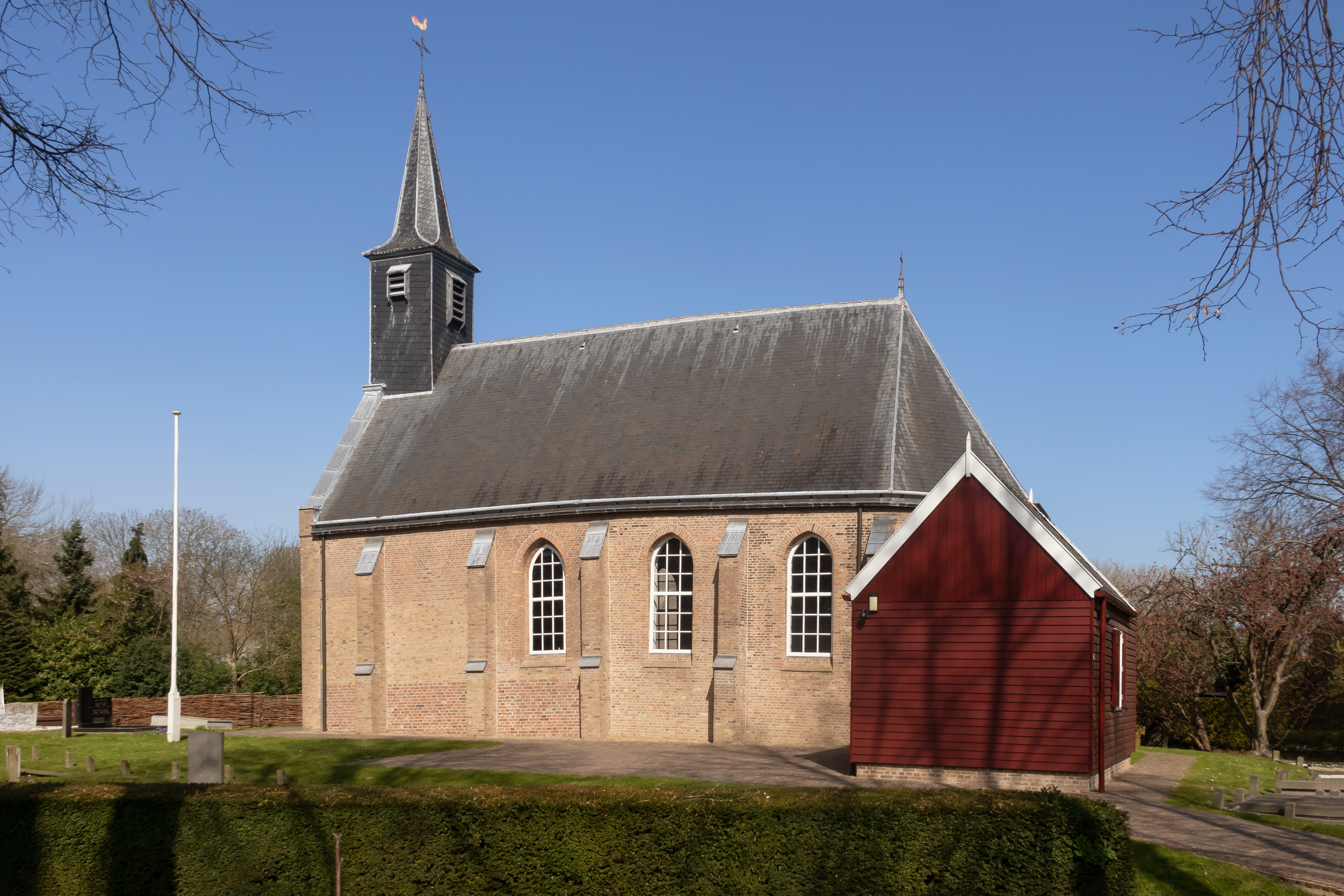
Церква у Звейндрехті
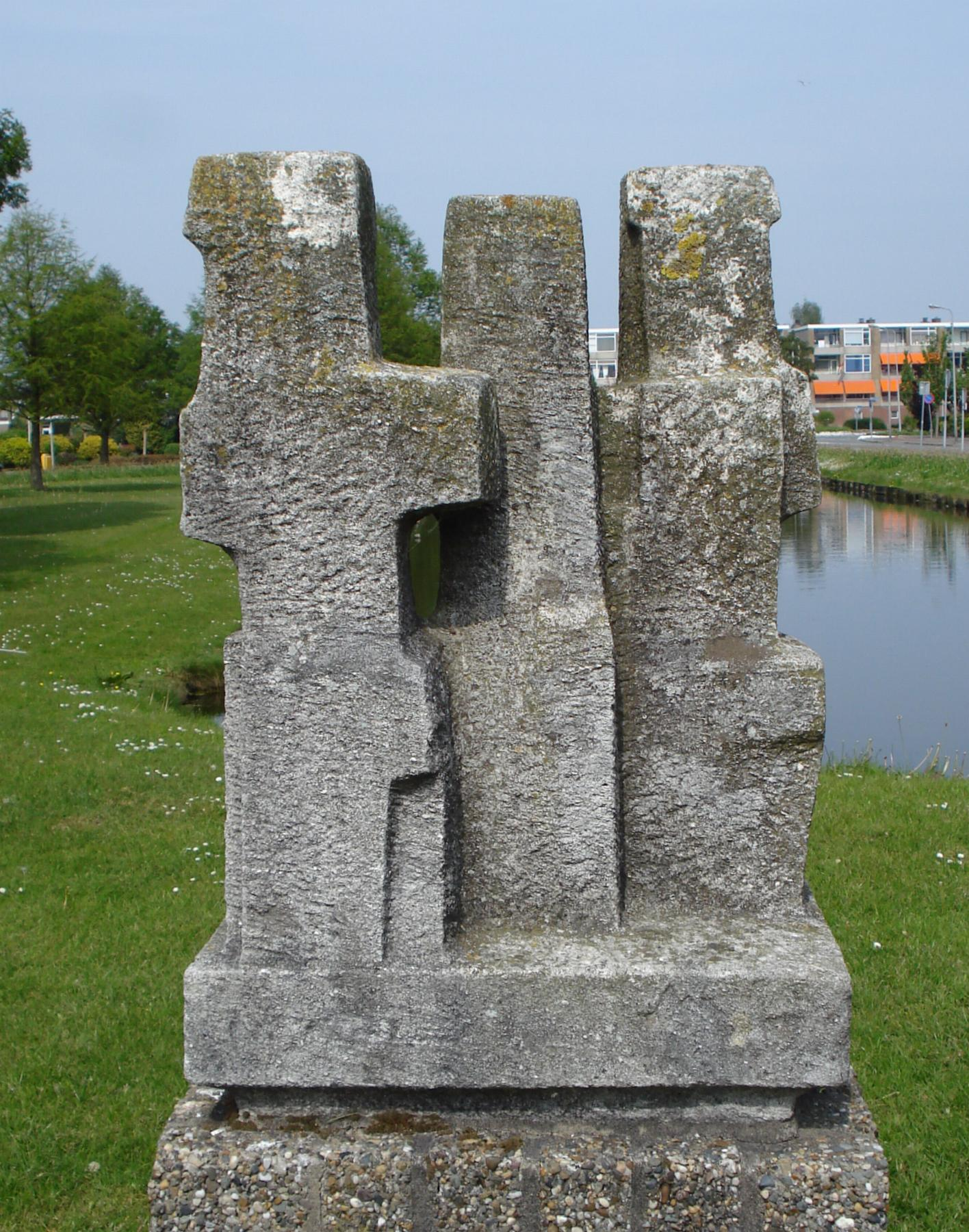
Монумент у місті
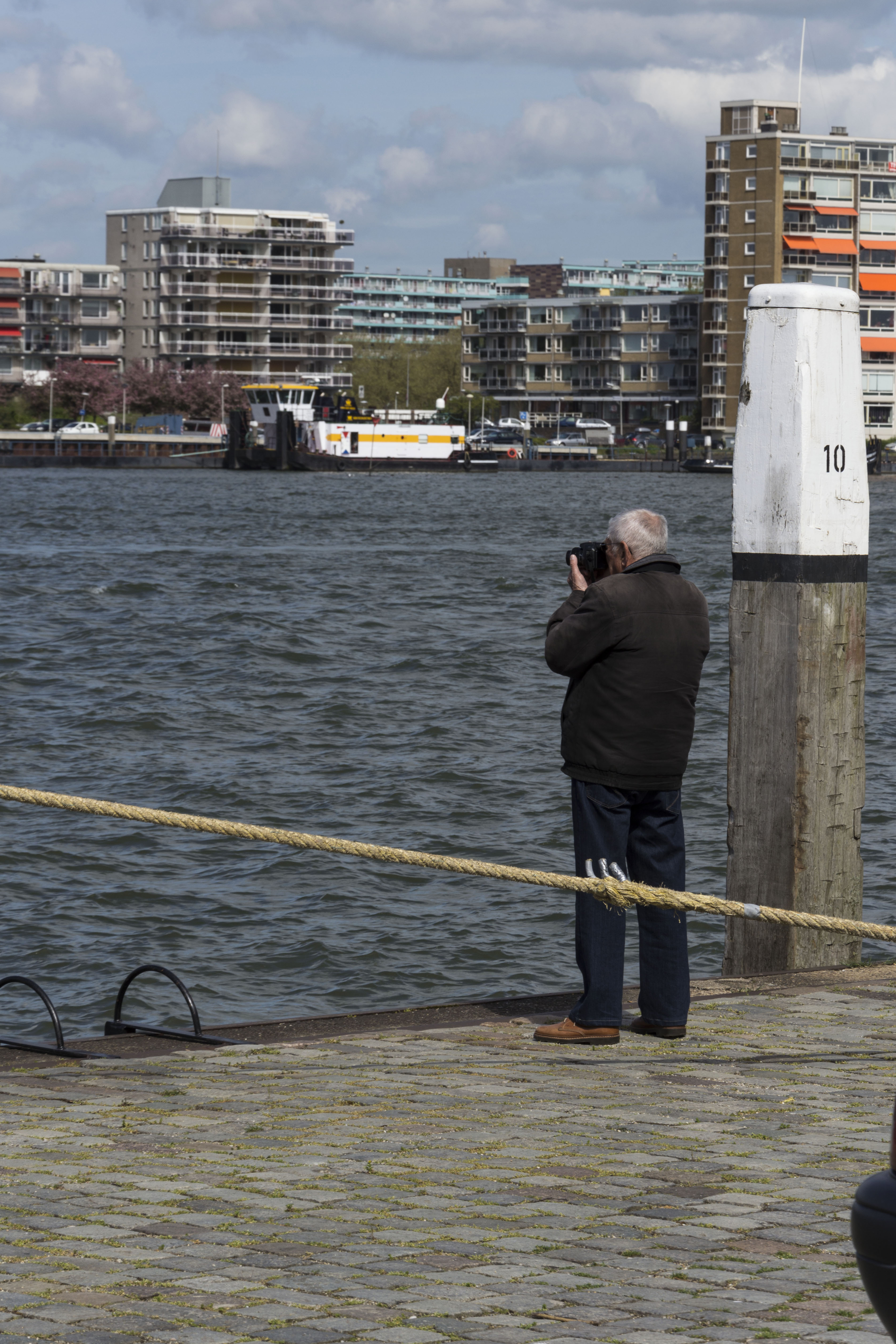
Вид на Звейндрехт
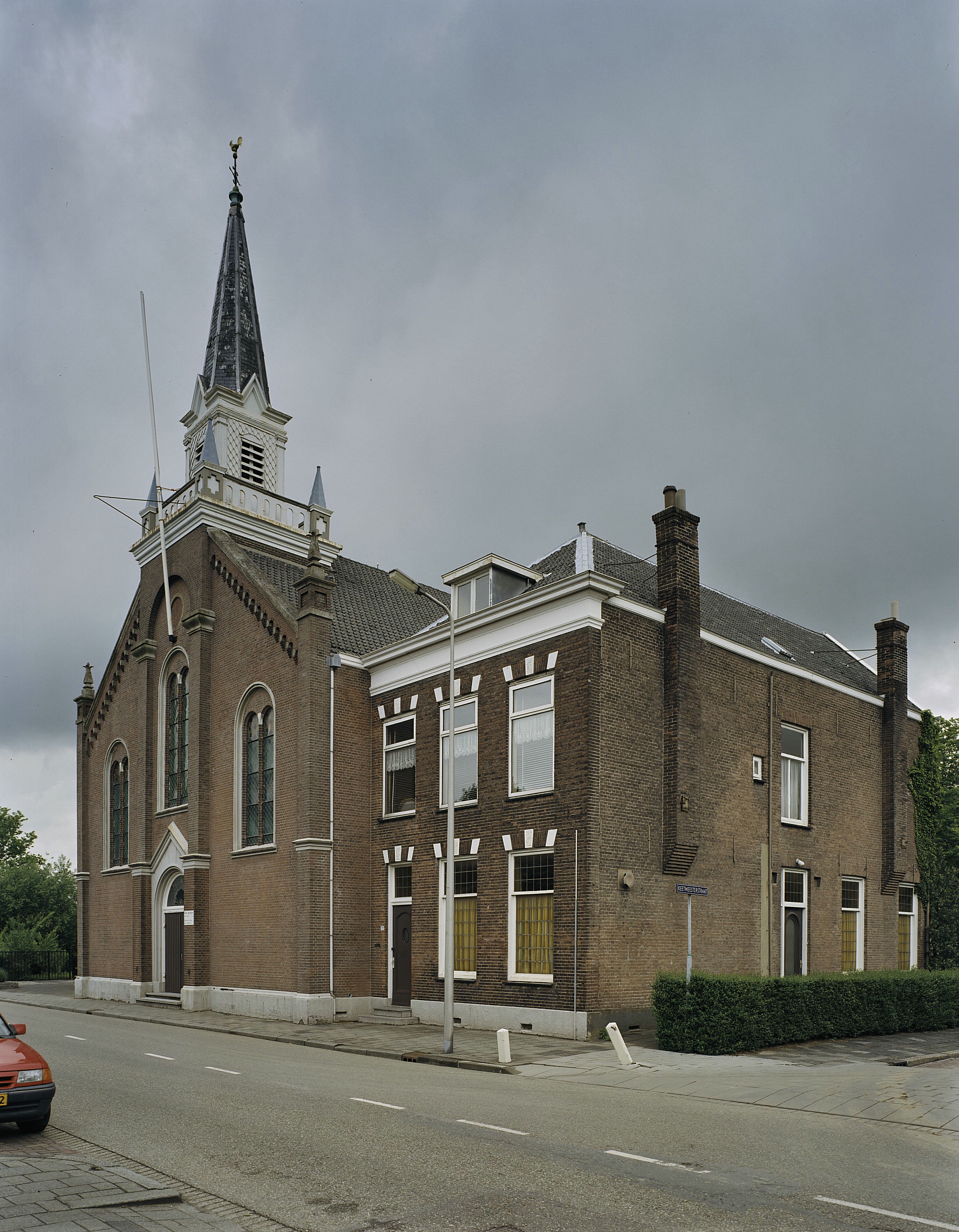
Церква у Звейндрехті